# 五马镇 (奉节县)
五马镇，是中华人民共和国重庆市奉节县下辖的一个乡镇级行政单位。

## 行政区划
五马镇下辖以下地区：
安静村、王坪村、大木村、陈营村、三峡村、干洞村、厂河村、樟木村、广龙村、杨坪村、吊楼村、弘扬村、大竹村、天升村、高榜村和竹林村。